# Cratichneumon naumanni
Cratichneumon naumanni är en stekelart som beskrevs av Heinrich 1971. Cratichneumon naumanni ingår i släktet Cratichneumon och familjen brokparasitsteklar. Inga underarter finns listade i Catalogue of Life.